# Clitellaria ephippium
Clitellaria ephippium ist eine Fliege aus der Familie der Waffenfliegen (Stratiomyidae).

## Merkmale
Die Fliegen erreichen eine Körperlänge von 10 bis 13 Millimetern. Ihr Körper ist schwarz gefärbt, das Mesonotum ist leuchtend rot samtig überzogen. An den Seiten des Mesonotums sitzen Dornen, die doppelt so lang sind, wie die Basis des Mesonotums breit ist. Der Hinterleib ist verhältnismäßig breit. Die Flügel sind braun getönt.

## Vorkommen und Lebensweise
Die Art ist in West- und Südeuropa verbreitet. Die Larven entwickeln sich räuberisch in Ameisennestern, beispielsweise bei Lasius fuliginosus.

## Belege